# Naturhistorisches Museum der Universität Göttingen

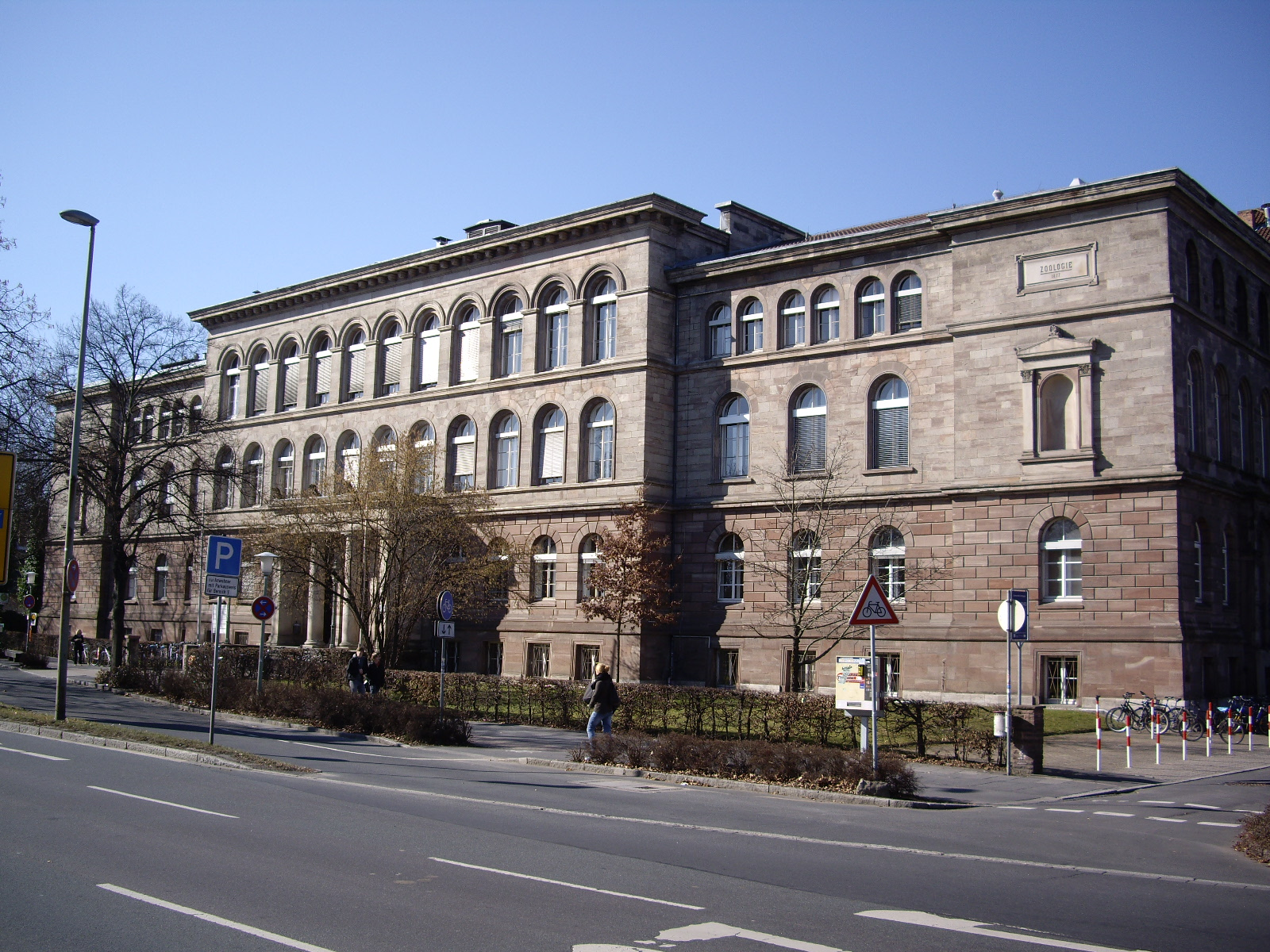
Gebäude des Naturhistorischen Museums zur Zeit des nachfolgenden Zoologischen Museums mit Vorgarten, Ansicht von Nordosten (2011)

Das Naturhistorische Museum Göttingen war ein Universitätsmuseum und Institutsgebäude der Georg-August-Universität in Göttingen in Niedersachsen (Berliner Straße 28). Es war eine Nachfolgeinstitution des Königlich Academischen Museums. Der in den 1870er-Jahren außerhalb der Wallanlagen neben dem Tierärztlichen Institut und der Anatomie in Nähe des Bahnhofs errichtete Museumsbau ist nach jahrzehntelanger Zwischennutzung (u a. als Zoologisches Museum Göttingen) seit Juni 2022 Sitz des Universitätsmuseums Forum Wissen.

## Bau und ursprüngliche Nutzung des Gebäudes

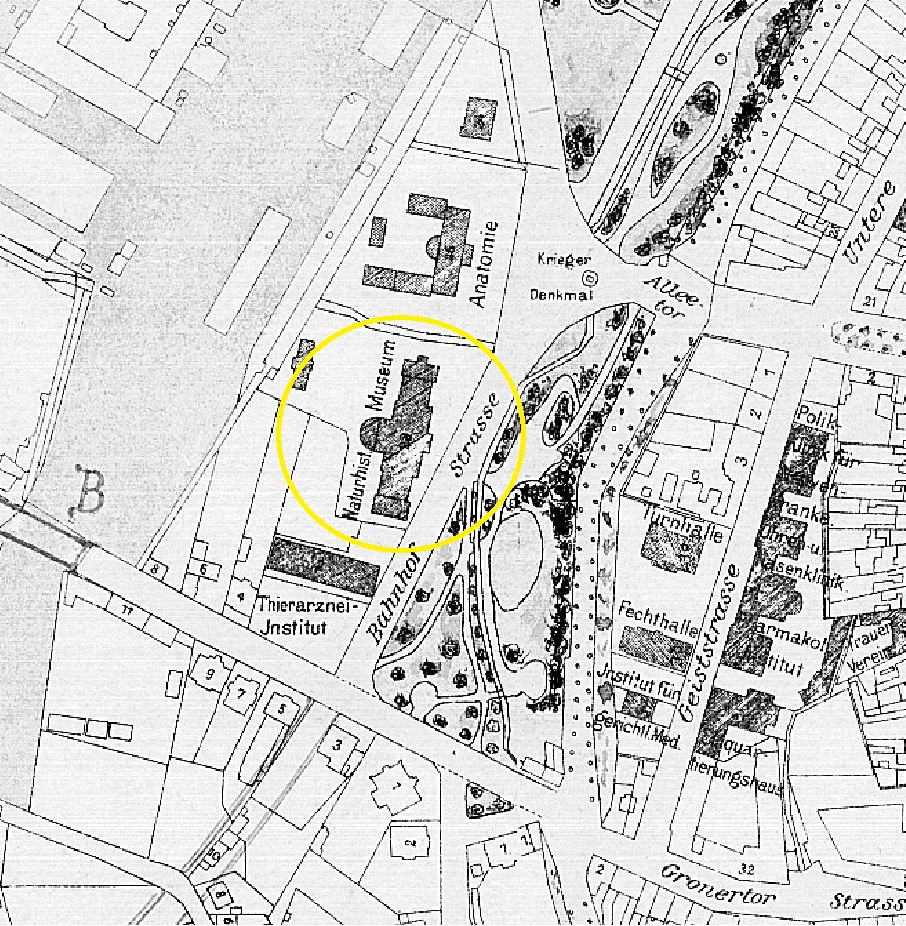
Stadtkarte Göttingen von 1910 mit Lage des Naturhistorischen Museums an der Bahnhofstraße (heute nach Osten verschwenkt als Berliner Straße), in Schräglage ausgerichtet auf den nördlich liegenden Bahnhof

Das 1873–1879 nach Entwürfen der Berliner Architekten Alfred Lipschitz und Albert Kortüm erbaute Naturhistorische Museum markierte den Beginn des preußischen Hochschulbaus in Göttingen. Vorangegangen waren ab 1867 Planungen des Göttinger Universitätsbaumeisters Friedrich Doeltz im auch nach der preußischen Annexion des Königreichs Hannover von 1866 noch hannoversch geprägten Baustil. Doeltz überwarf sich mit der preußischen Bauverwaltung und musste 1871 eine „möglicherweise auch politisch motivierten Versetzung“ nach Stade hinnehmen. Der nunmehr in Berliner Tradition errichtete und 1879 eingeweihte Neubau stand allerdings „als Gemeinschaftsbau für verschiedene deskriptive Naturwissenschaften noch ganz in der Tradition der naturhistorischen Sammlungen“. Denn trotz der Bezeichnung als Museum sollten auch alle Funktionen von auf Forschung und Lehre ausgerichteten Universitätsinstituten aufgenommen werden.
In dem breitgelagerten, dreigeschossigen Bau mit einer mittenbetonten Natursteinfassade und einem „renaissancehaften Rundbogenstil“ waren drei Institute strikt getrennt: Im Erdgeschoss links die Mineralogie und rechts die Paläontologie mit einer angegliederten Provinzialsammlung, die in einem 2015 abgerissenen, rückwärtigen Rundanbau untergebracht war. Im ersten Obergeschoss lag die Zoologie, darüber befanden sich zoologische Sammlungen. Das Sockelgeschoss diente mit chemischem Labors und Dienerwohnungen für alle drei Institute. Im symmetrisch gegliederten Außenbau ist die ursprüngliche Funktionsdreiteilung nicht erkennbar, sondern wird in zwei bauzeitlichen Inschriftentafeln auf Geologie und Zoologie verkürzt.
Die Raumdispositionen des Naturhistorischen Museums und die eigens entwickelten Sammlungsschränke sind bald nach der Fertigstellung musterhaft in der Architekten-Fachliteratur veröffentlicht worden.
1902 wurde der Bau rückseitig um weitere Flügel ergänzt, die u. a. einen Hörsaal, Lehr- und Studienräume sowie Labore und Büros enthielten. Das Museum gliederte sich nun in die vier Abteilungen Mineralogie/Geologie, Zoologie, Anthropologie und Ethnographie.
Bis Ende der 1930er Jahre waren die anthropologischen, ethnologischen und geowissenschaftlichen Sammlungen aus dem Museum ausgezogen. Seitdem befand sich (bis zum Umbau 2017) weiterhin das Zoologische Museum der Universität mit seinen umfangreichen Sammlungen im Gebäude, was im Inneren eine starke architektonische Überformung durch Einbauten mit sich brachte.

Galerie
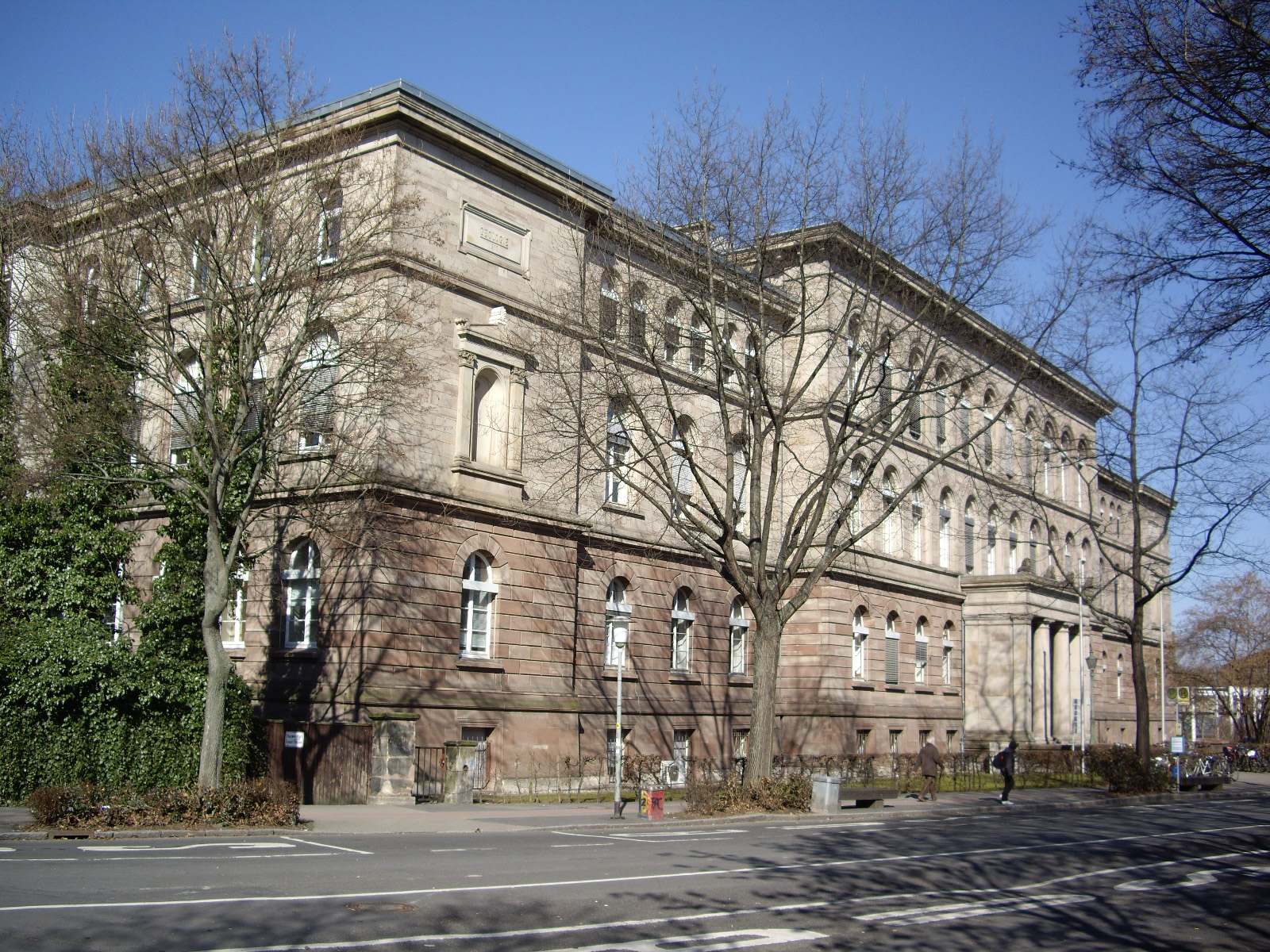
Zoologisches Museum, Ansicht von Süden (2011)
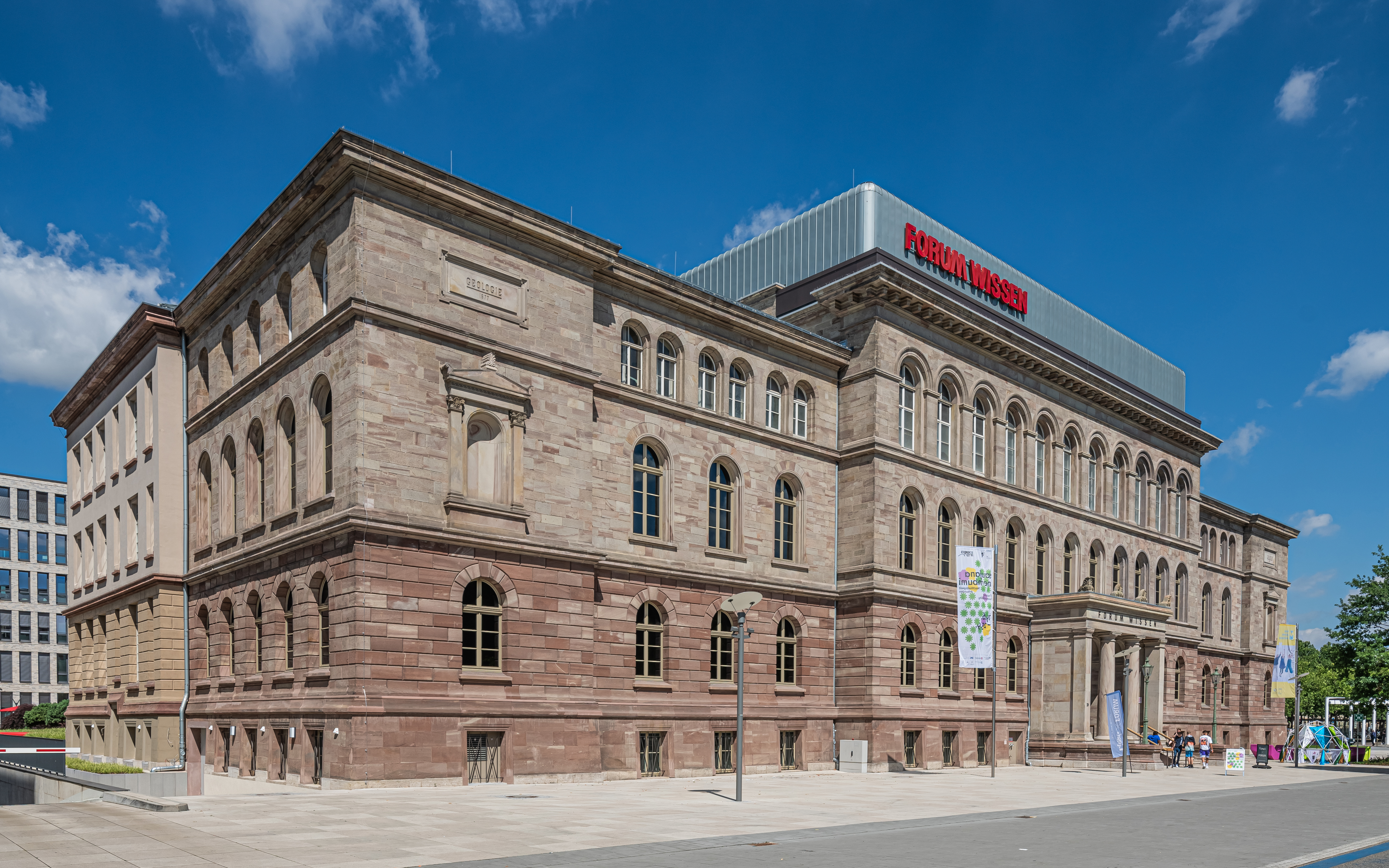
Heutiges Museum Forum Wissen, von Süden (2022)
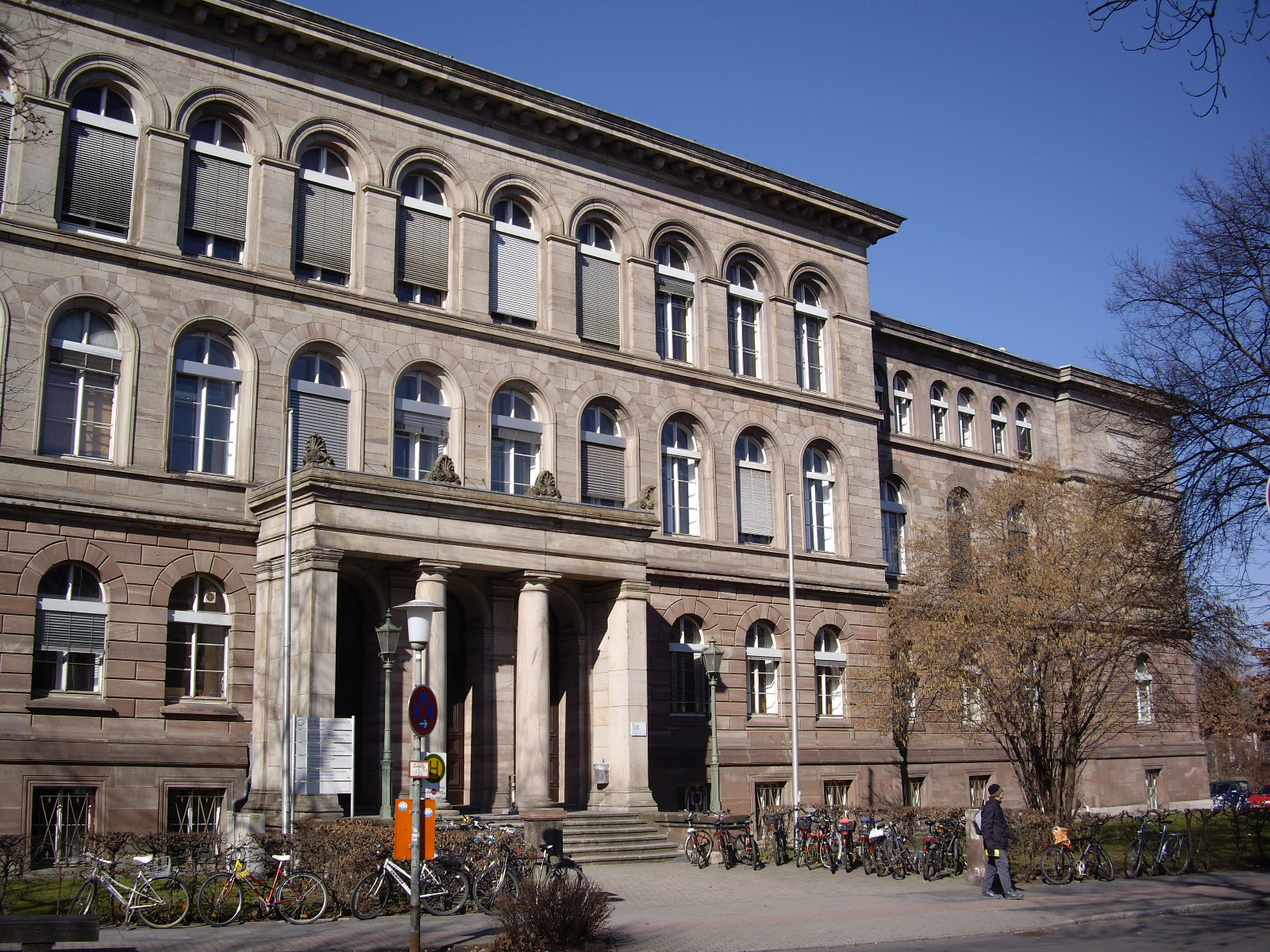
Haupteingang (2011)
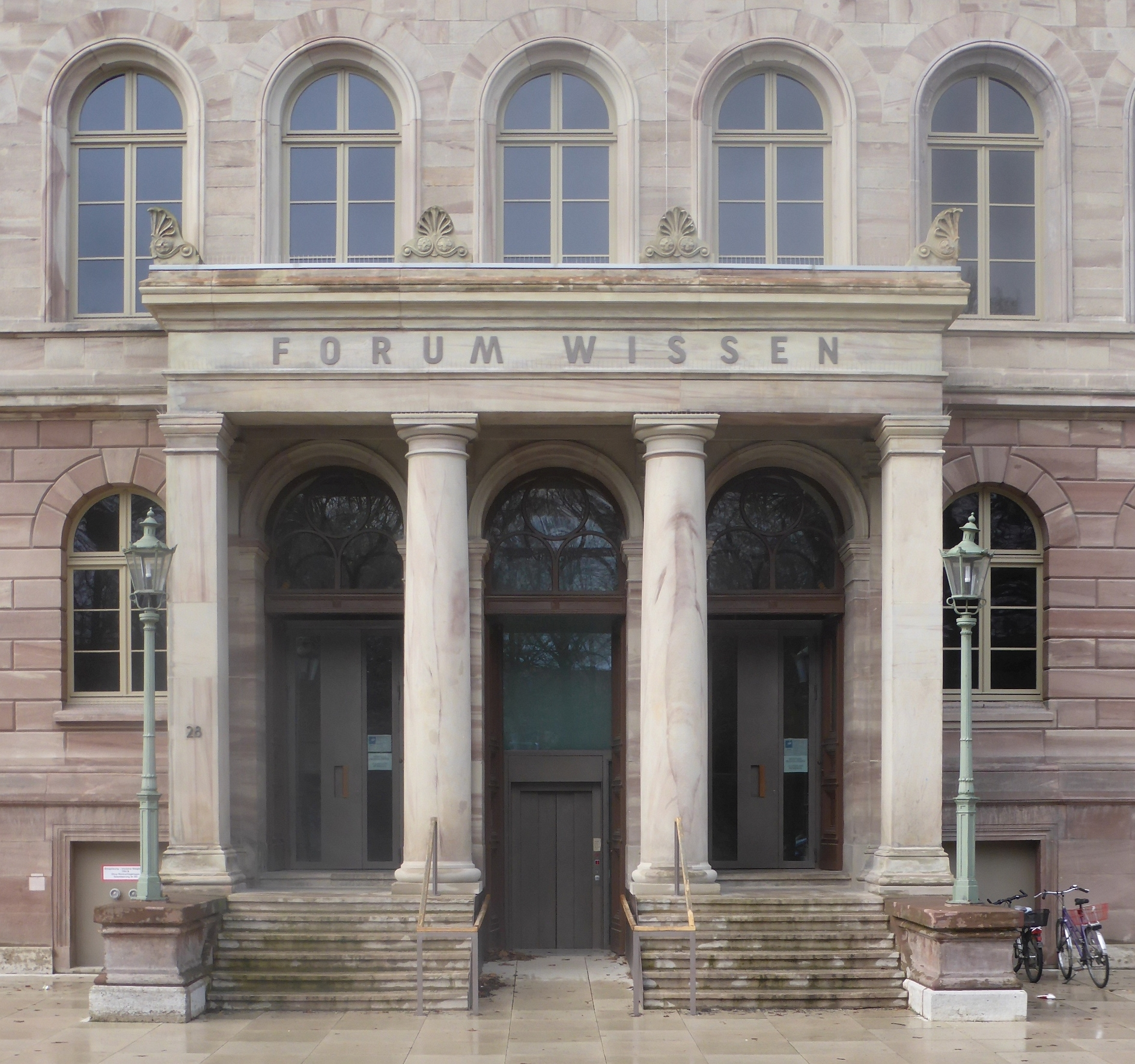
Für das Forum Wissen „zerschnittene Freittreppe“ des Haupteingangs (2022)
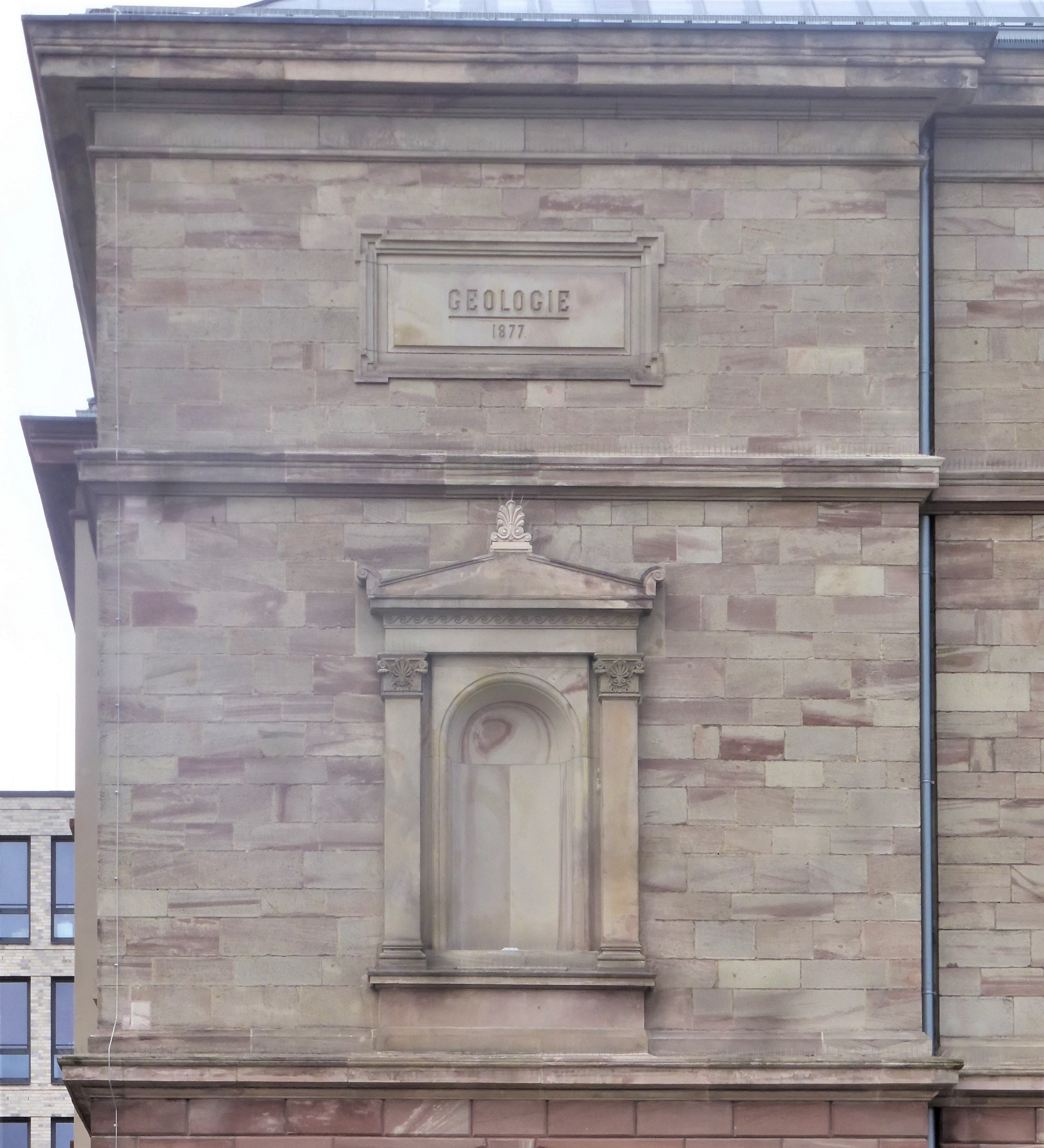
„GEOLOGIE“ am südlichen Seitenrisalit (2022)
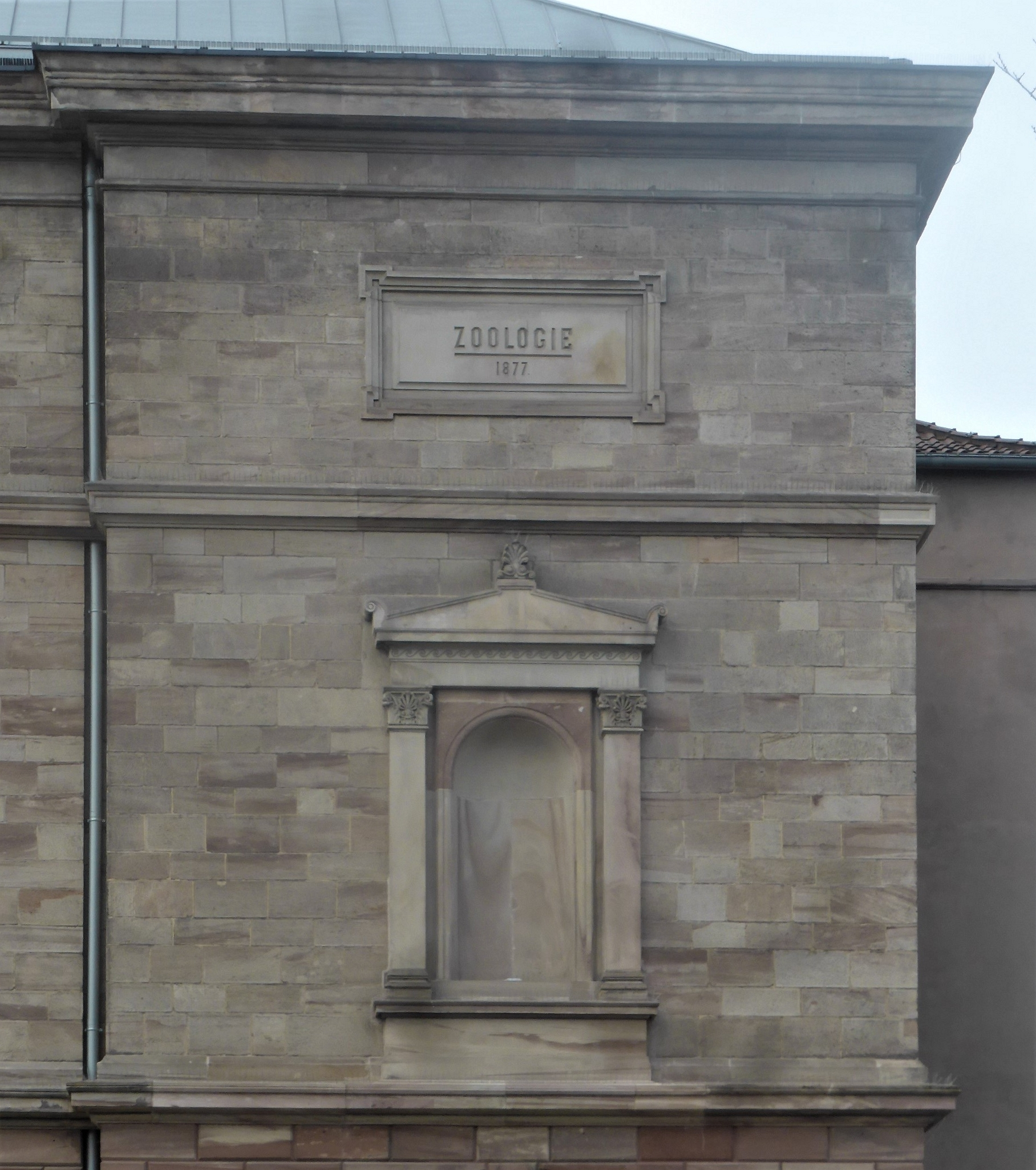
„ZOOLOGIE“ am nördlichen Seitenrisalit (2022)
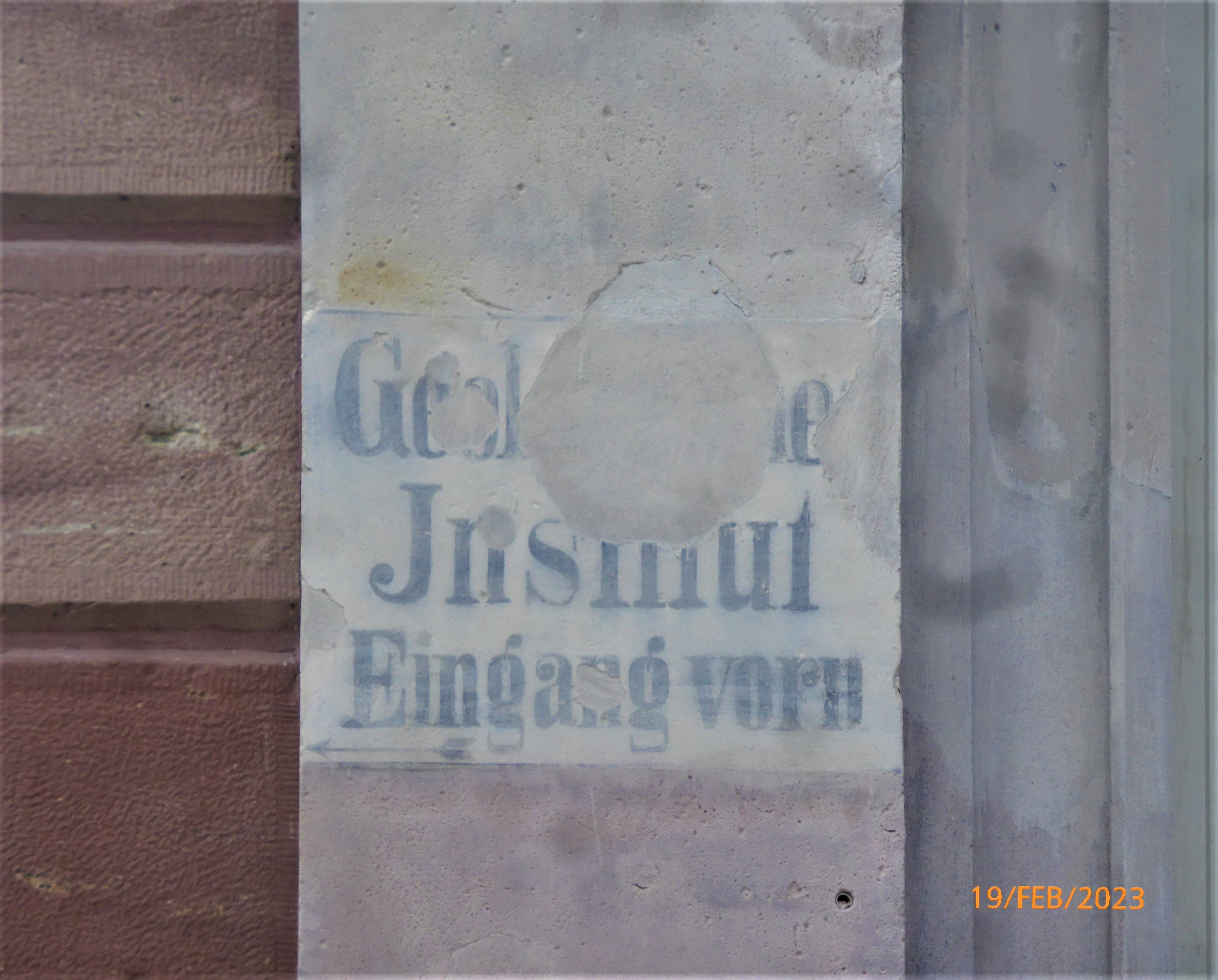
Inschrift am ehemaligen nördlichen Nebeneingang (2022)
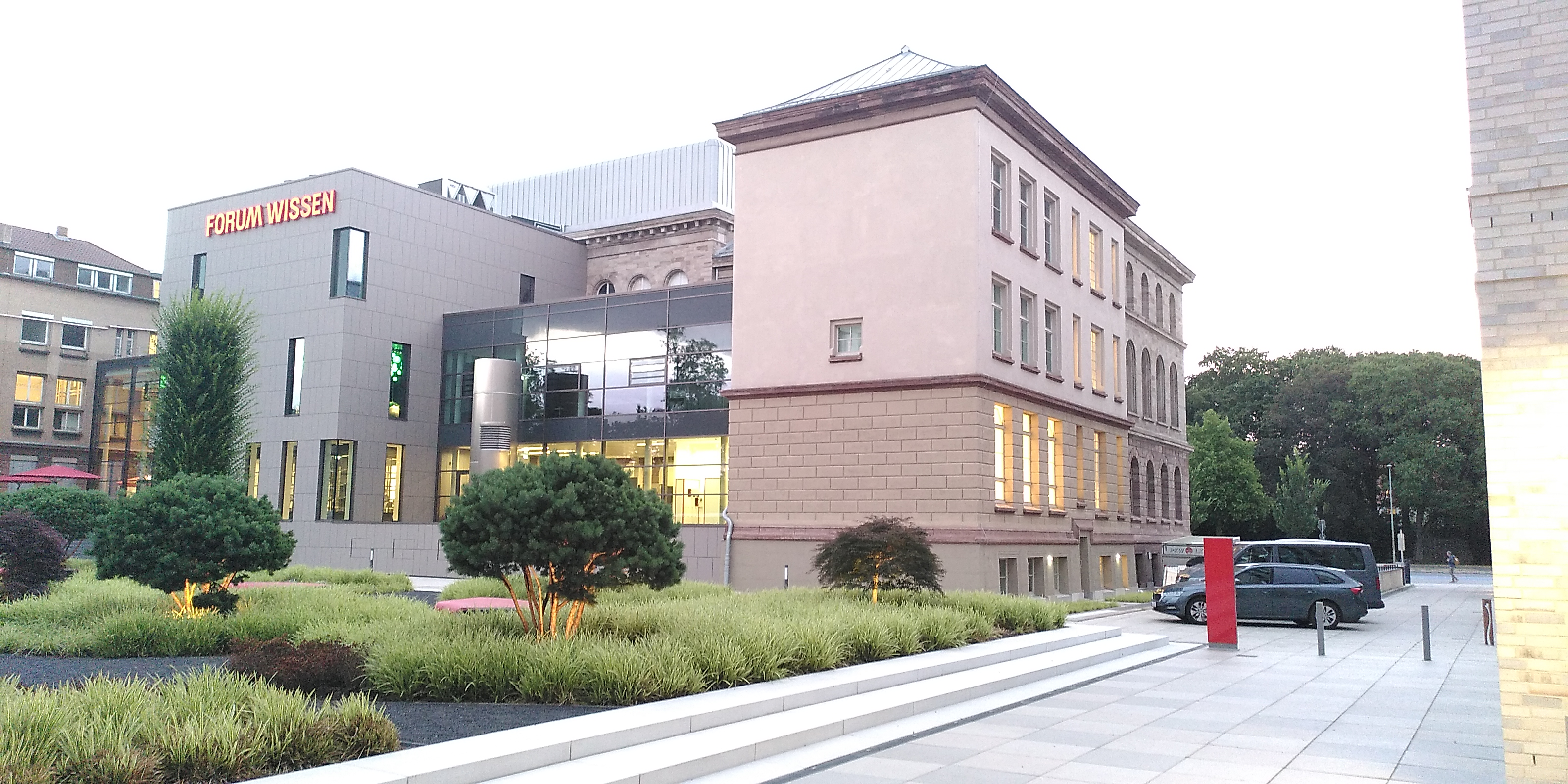
Rückseite nach den Um- und Anbauten zum Forum Wissen (2022)
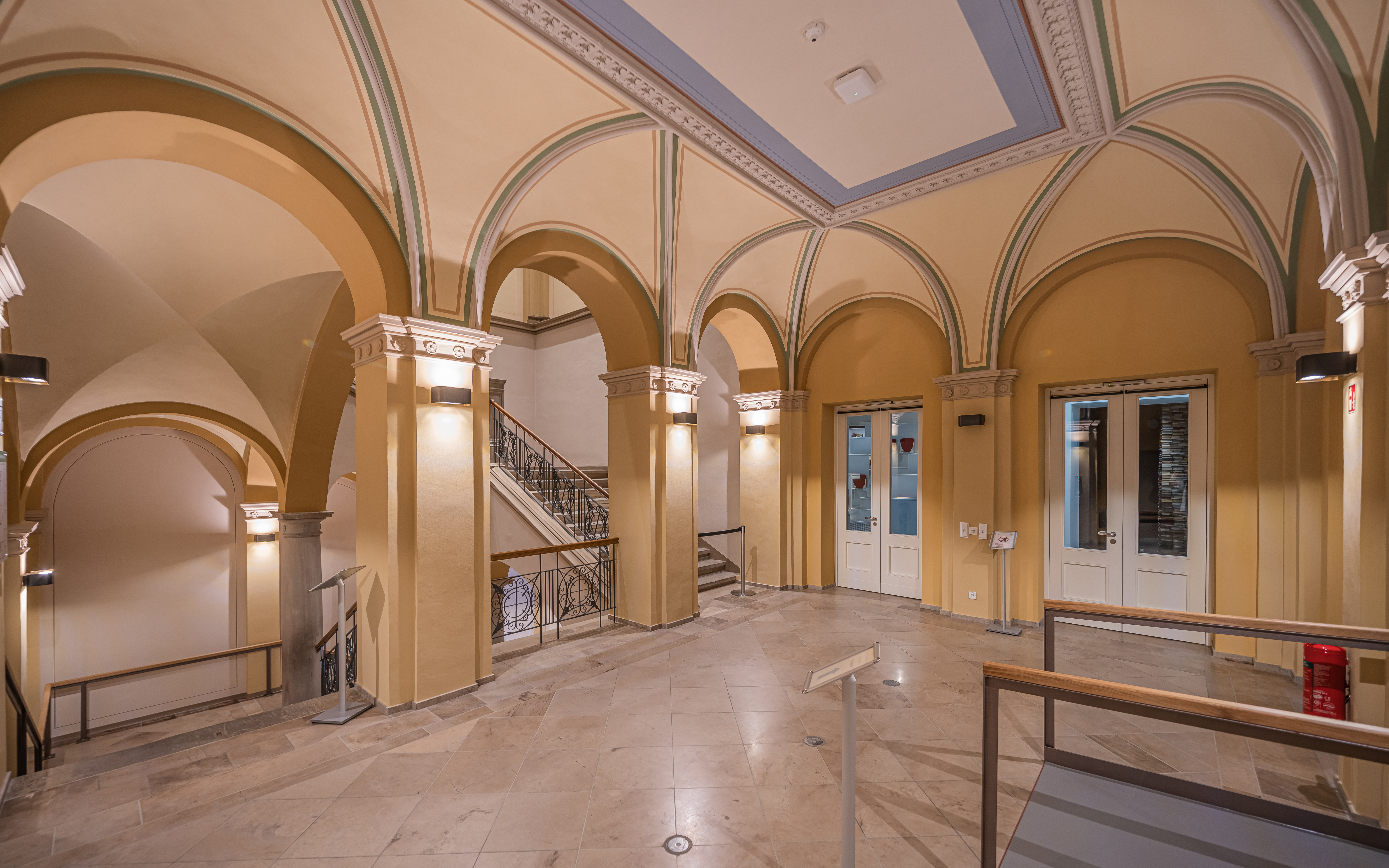
Treppenhaus, erstes Obergeschoss (2022)

## Historische Pläne

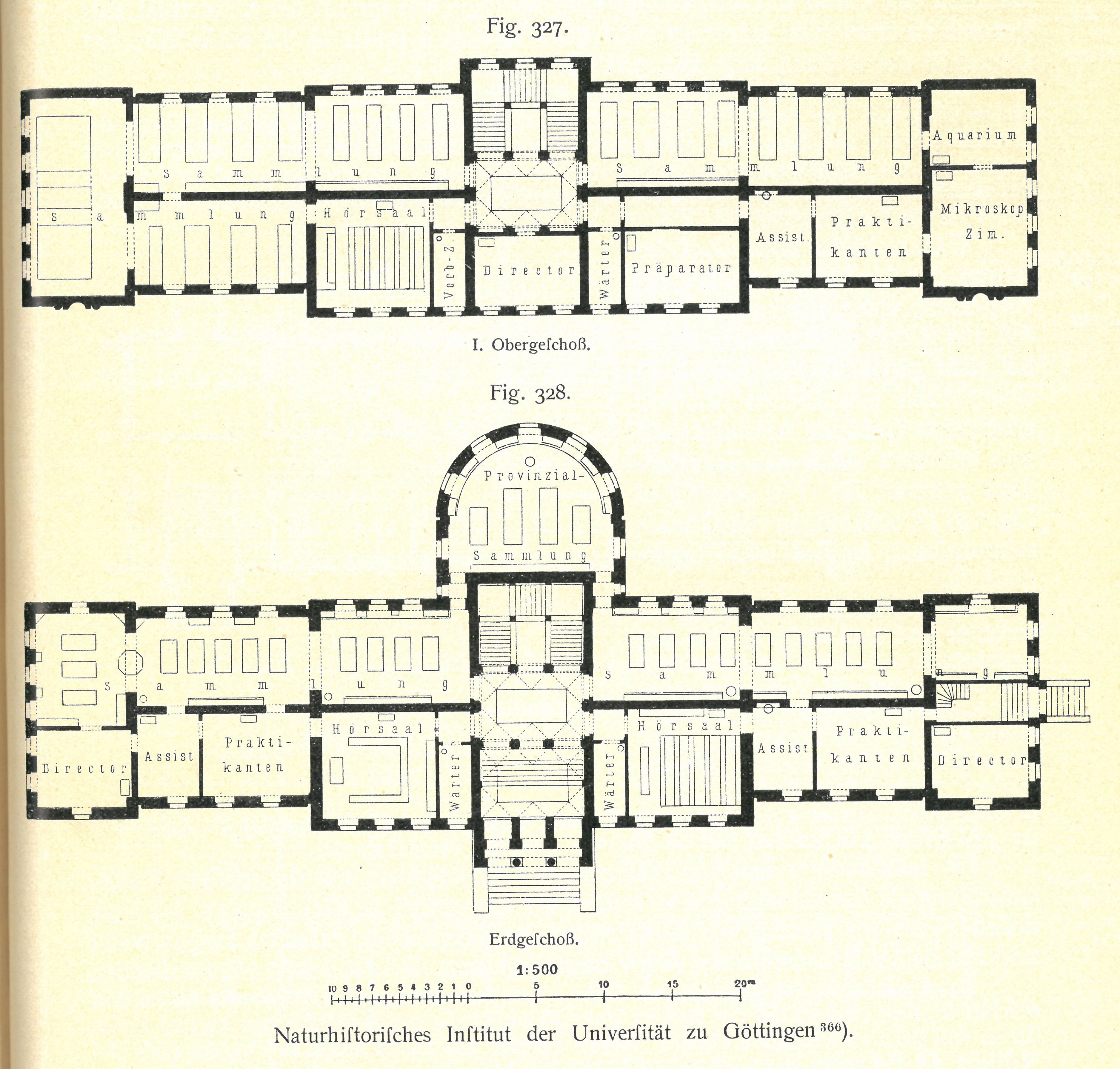
Grundrisse (aus: Handbuch der Architektur. Band IV, 6, 2b, 1905)
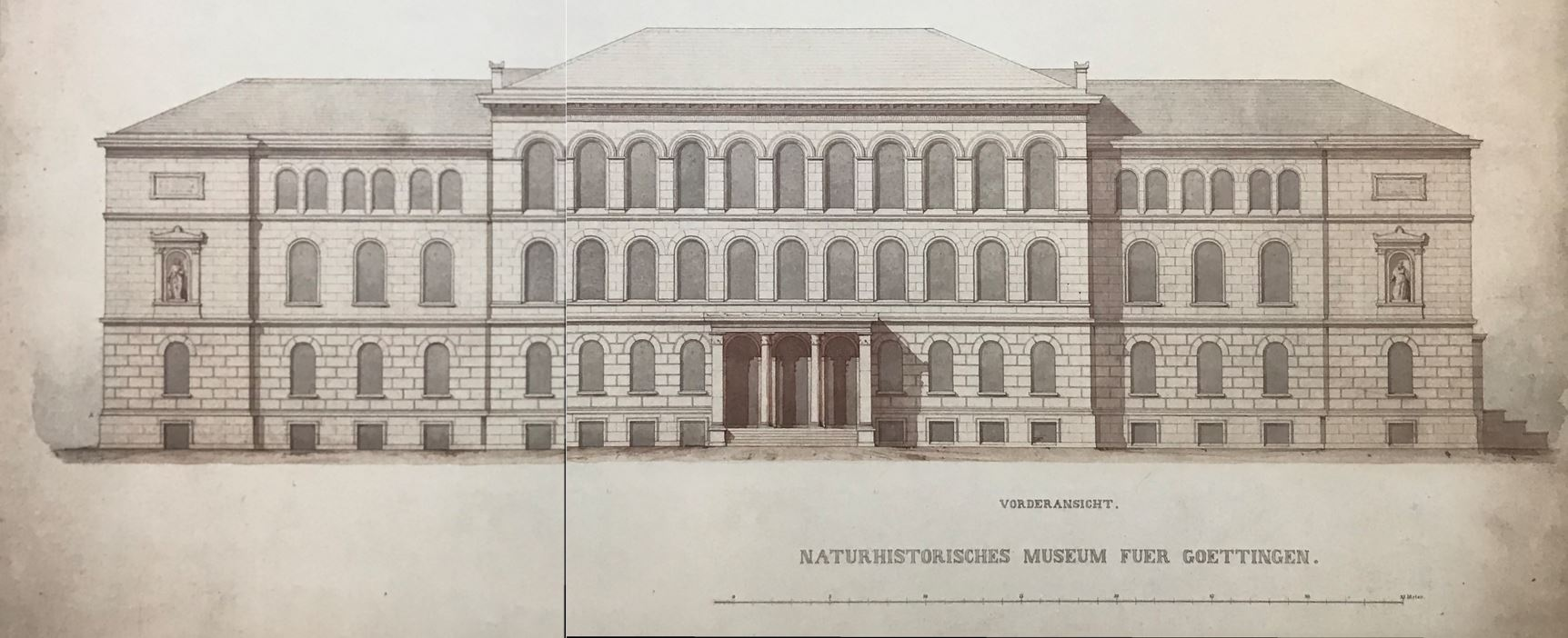
Hauptfassade nach Osten (1873)
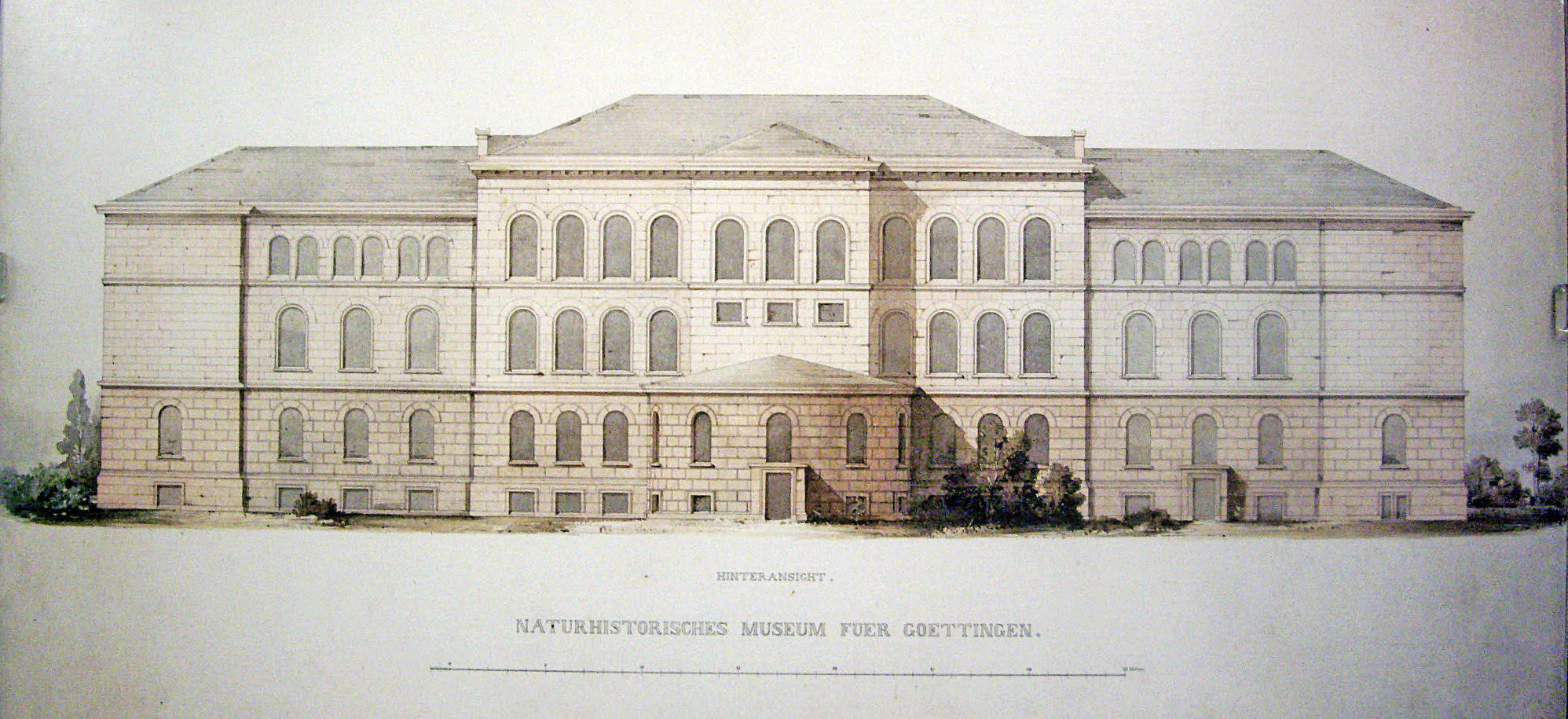
Rückfassade nach Westen (1873)
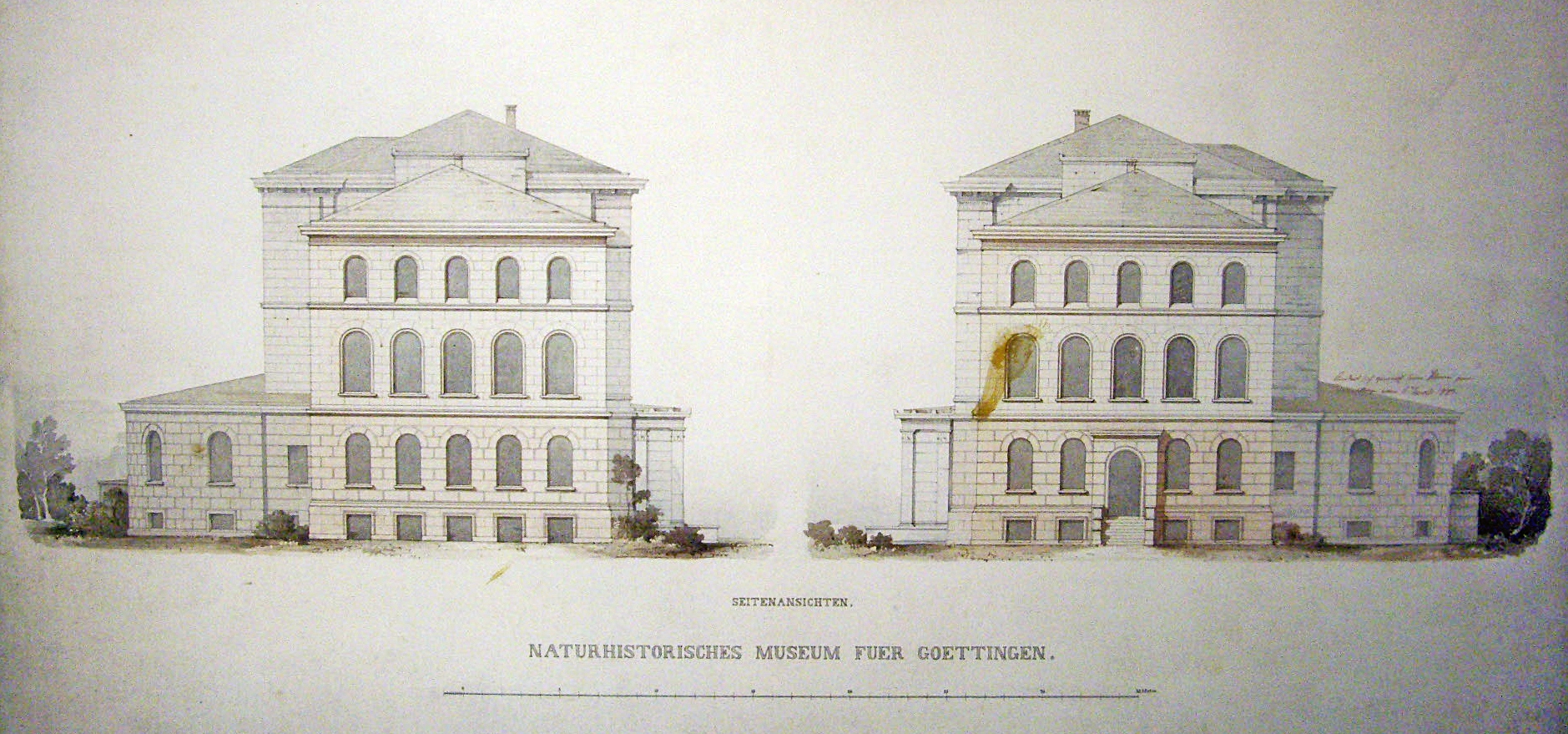
Seitenfassaden nach Süden und Norden (1873)

## Umbau zumForum Wissenund Kritik
Im Juni 2022 eröffnete das interdisziplinäre Universitätsmuseum Forum Wissen im ehemaligen Zoologischen und vormaligen Naturhistorischen Museum.
Nach ersten Ideen zu einem Wissenschaftsmuseum ab 2011 begannen die tiefgreifenden Umbau- und Umnutzungsarbeiten 2017, unter Leitung des Universitätsbaumanagements und geplant von einer Arbeitsgemeinschaft (Arge Forum Wissen) aus den Architekturbüros Dr. Krause + Pfohl und gildehaus.partner, beide aus Weimar. Nach außen drückte sich die Umnutzung vor allem durch einen voluminöse Dachaufbau mit Metallverkleidung und gestalterisch kontrastierende Anbauten auf der Rückseite aus. Der Umbau des Haupteingangs zum Museumsgebäude wurde wegen des gravierenden Substanzeingriffs in die repräsentative, nunmehr „zerschnittene Freitreppe“ kritisiert. Auch die im Zuge der Umbauarbeiten vollständig zu einer „Steinwüste“ befestigten Flächen des ehemaligen Museums-Vorgartens fanden 2023 heftige Kritik in Presseöffentlichkeit und Politik.

### Weiterer Ausbau
Durch weitere Ausbauten sollen in dem Gebäude zukünftig im zweiten Obergeschoss und in den rückwärtigen Bereichen noch das Biodiversitätsmuseum Göttingen sowie das Thomas-Oppermann-Kulturforum hinzukommen.
Dadurch würden weitere 2500 Quadratmeter Nutzfläche in die Neunutzung des Gebäudes einbezogen.
Im Nordflügel wird das Kulturforum eine Bühne für den Austausch zwischen Wissenschaft, Kultur und Öffentlichkeit sowie für Konzerte und Lesungen bieten.